# Khám Lạng
Khám Lạng là một xã thuộc huyện Lục Nam, tỉnh Bắc Giang, Việt Nam.
Xã Khám Lạng có diện tích 9,26 km², dân số năm 1999 là 5.398 người, mật độ dân số đạt 583 người/km².